# Laar (Maasbree)
Laar is een buurtschap ten zuiden van het Limburgse dorp Maasbree. Het ligt in de gemeente Peel en Maas. Laar bestaat uit slechts één straat met dezelfde naam, waar zo'n 10 huizen met 25 inwoners zijn. De provinciale weg N275 scheidt Maasbree van de buurtschap Laar.  
Dorpen: Baarlo · Beringe · Egchel · Grashoek · Helden · Kessel · Kessel-Eik · Koningslust · Maasbree · Meijel · Panningen

Buurtschappen: Belgenhoek · Berg · Bong · Broek · Dekeshorst · Dijk · Donk (Kessel) · Donk (Meijel) · Driessen · Dubbroek · Egchelheide · Everlo · Groeze · 't Heeske · Hei (Baarlo) · Hei (Kessel) · Heldensedijk · Hof · In de Hoeven · Hert · Hout · Houthei · Houwenberg · Hub · Katsberg · Kaumeshoek · De Kievit · Korte Heide · Keup · Laagheide · Laar · Lange Heide · Lang Hout · Langstraat · Leeuwerik · Loo · Maris · Molenbaan · Molenhuizen · Nederweerterdijk · Onder en Eindt · Oyen · Platveld · Rinkesfort · Roggelsedijk · 't Rooth · Schafelt · Siberië · Soeterbeek · Spiesberg · Spurkt · Steenoven · Tongerlo · Vergelt · Vieruitersten · Vliegert · Vosberg · Vliegert · Witdonk · Zandberg (Helden) · Zandberg (Maasbree) · Zelen

Limburg: Steden en dorpen      Nederland: Provincies · Gemeenten